# Alexander Hornig
Alexander Hornig (* 19. Dezember 1885 in Wien; † 16. Januar 1947 ebenda) war ein österreichischer Komponist und Pianist. Er komponierte vorwiegend Wienerlieder, zu denen der Volkssänger Josef Hornig die Texte verfasste.

## Werke
- Der Schurl von Hernals, Bosworth-Verlag
- Muatterl, du warst z´guat mit mir (Wia i no a Bua war mit g´schnecklerte Haar), Bosworth-Verlag
- Vogerl fliagst in d´Welt hinaus! Bosworth-Verlag